# Crampin-Scott
Crampin, Scott & Co. war ein britischer Hersteller von Automobilen.

## Unternehmensgeschichte
Das Unternehmen aus London begann 1900 mit der Produktion von Automobilen. Der Markenname lautete Crampin-Scott. 1901 endete die Produktion.

## Fahrzeuge
Im Angebot stand nur ein Modell. Ein Einzylindermotor mit 6 PS Leistung trieb das Fahrzeug an. Das Getriebe verfügte über zwei Vorwärtsgänge. Ein Rückwärtsgang kostete Aufpreis. Die Höchstgeschwindigkeit war mit 19 km/h angegeben.